# San Diego Film Critics Society Awards 2002
I premi del 7° San Diego Film Critics Society Awards sono stati annunciati il 19 dicembre 2002.

## Premi e nomination

### Miglior attore
Daniel Day-Lewis – Gangs of New York
- Jack Nicholson – A proposito di Schmidt

### Miglior attrice
Julianne Moore – Lontano dal paradiso
- Maggie Gyllenhaal – Secretary

### Miglior fotografia
Conrad L. Hall - Era mio padre (Road to Perdition)

### Miglior regista
Jill Sprecher – Tredici variazioni sul tema
- Spike Jonze – Il ladro di orchidee

### Miglior montaggio
Tredici variazioni sul tema – Stephen Mirrione
- The Hours – Peter Boyle

### Miglior film
Lontano dal paradiso

### Miglior film in lingua straniera
Parla con lei (Hable con ella), regia di Pedro Almodóvar • Spagna

### Migliore scenografia
Minority Report – Alex McDowell

### Migliore sceneggiatura originale
Tredici variazioni sul tema – Jill Sprecher, Karen Sprecher

### Migliore adattamento della sceneggiatura
Il ladro di orchidee – Charlie Kaufman

### Miglior attore non protagonista
Chris Cooper – Il ladro di orchidee
- Alan Arkin – Tredici variazioni sul tema

### Migliore attrice non protagonista
Michelle Pfeiffer – White Oleander
- Kathy Bates – A proposito di Schmidt

### Premio speciale
Isabelle Huppert (come attrice dell'anno per i film Les Destinées sentimentales, Grazie per la cioccolata, La pianista e 8 donne e un mistero)